# 結城站 (岐阜縣)
結城站（日语：／ Yūki eki */?）是位於岐阜縣揖斐郡谷汲村（現時：揖斐川町），名古屋鐵道谷汲線的鐵道車站（廢站）。

## 歷史
- 1926年（大正15年）4月6日 - 谷汲鐵道黑野站至谷汲站之間開通，此站啟用[2][3]。
- 1944年（昭和19年）3月1日 - 谷汲鐵道被名古屋鐵道收購合併，成為名古屋鐵道谷汲線的車站[3]。
- 1948年（昭和23年）11月1日前 - 成為無人車站[4]。
- 1990年（平成2年）4月23日 - 此站被廢除[3][5]。

## 車站構造
截至車站廢除前，此站是地面車站，設有1面1線的單式月台。截至2017年5月，在結城神社參道東邊還可看見很像路堤的月台（參見右圖）。在神社辦公室的東邊深處，設有一些石階的殘骸，被認為是通往月台的通道。

### 配線圖
| ← 谷汲站        | 結城站 站內配線略圖 | → 黑野方向 |
| 图例 参考文献： |                     |            |

## 使用狀況
由於結城站周邊地區過疏化使客量減少。在末期，只有早上和黃昏數班電車停靠此站。在廢除前，此站一年的上下車人次總數為138人，即是平均1天不到1人使用此站。而使用此站的乘客只有1名高校生，通常該學生使用單車上下學，在雨天或雪天等天氣不佳的情況下才使用鐵路（在暑假也不會使用鐵路）。因此，有部分日子的使用人次更為0人。
以下為1960年前後的使用狀況。
| 年度 | 乘車人次 | 下車人次 |
| ---- | -------- | -------- |
| 1956 | 6,619    | 7,014    |
| 1957 | 8,753    | 9,255    |
| 1958 | 6,711    | 7,116    |
| 1959 | 7,843    | 8,276    |
| 1960 | 7,884    | 7,943    |
| 1961 | 7,209    | 6,956    |
| 1962 | 6,511    | 6,288    |
| 1963 | 5,569    | 5,515    |

參考資料

## 相鄰車站
名古屋鐵道
谷汲線
長瀨－結城－谷汲
- 在1958年前，此站與長瀨站之間曾設有長瀨茶所站。

## 注腳
1. ↑  國土地理院・5萬地形圖「谷汲」，1933年(昭和8年)要修版，1947年發行。
2. ↑  「地方鉄道運輸開始」《官報》1926年4月13日（國立國會圖書館數碼化資料）
3. 1 2 3  . 鄉土出版社（日语：郷土出版社）. 1997: 220–230. ISBN 4-87670-097-4 （日语）.
4. ↑  名古屋鉄道広報宣伝部（編）. . 名古屋鐵道. 1994: 882 （日语）.
5. ↑  今尾惠介（監修）.  7 東海. 新潮社. 2008: 52–53. ISBN 978-4-10-790025-8 （日语）.
6. ↑  大島一朗. . 岐阜新聞社. 2005: 209. ISBN 978-4877970963 （日语）.
7. ↑  電氣車研究會（日语：電気車研究会），《鐵道畫刊（日语：鉄道ピクトリアル）》通卷第473號 1986年12月 臨時增刊号 「特集 - 名古屋鐵道」，附圖「名古屋鐵道路線略圖」
8. ↑  大島一朗. . 岐阜新聞社. 2005: 217. ISBN 978-4877970963 （日语）.
9. ↑  . 鐵道迷（日语：鉄道ファン (雑誌)） (交友社). 1990年8月,. No. 352: pp.  106 （日语）.
10. ↑  《岐阜縣統計書數碼存檔》 （页面存档备份，存于）（日語）